# Dózsa-Farkas Klára
Abaffyné Dózsa-Farkas Klára (Budapest, 1940. november 7. –) magyar biológus, orvos, egyetemi tanár, biokémikus, antropológus, zoológus. A biológiai tudományok kandidátusa (1976). A Magyar Tudományos Akadémia doktora (2002).

## Életpályája
1955–1959 között a Szilágyi Erzsébet Leánygimnáziumban tanult. 1957–1958 között önkéntes volt a Fővárosi Állat- és Növénykertben. 1959–1964 között az Eötvös Loránd Tudományegyetem Természettudományi Kar biológia-kémia szakos hallgatója volt. 1964–1976 között az Eötvös Loránd Tudományegyetem Természettudományi Kar állatrendszertani és ökológiai tanszékén gyakornok és tanársegéd volt. 1976–1981 között adjunktus, 1981–1997 között docens, 1997–2005 között tanszékvezető, 1997-től egyetemi tanár. 1976–1980 között, valamint 1985–1990 között és 1994-től az Magyar Tudományos Akadémia Zoológiai Bizottságának tagja. 1980–1983 között a Tudományos Minősítő Bizottság (TMB) biológiai szakbizottságának tagja volt. 1985–2007 között a Magyar Biológiai Társaság állattani szakosztályának vezetőségi tagja, 1990–1992 között alelnöke, 1992–1999 között elnöke volt. 1990-től az Állattani Közlemények szerkesztőbizottsági tagja. 2001–2003 között az OTKA Élettudományi Kollégium szupraindividuális szakbizottságának tagja volt. 2002-ben a Magyar Tudományos Akadémia doktora lett. 2012-ben professzor emeritus lett.

### Munkássága
Kutatási területe a talajzoológia, televényférgek taxonómiája, faunisztikája, ökológiája, populációbiológiája (52 új fajt, 2 alfajt és 2 új nemet írt le, több taxont felülvizsgált), összehasonlító faunisztika, habitátfragmentáció, diverzitás különböző természetvédelmi területen, az enchytraeidák bélmikroflórája összetételének feltárása. Elsőként bizonyította be ennél az állatcsoportnál az önmegtermékenyítést. Az északi Holarktisz encytraeidáinak faunagenetikája, a legutóbbi jégkorszak faunaalakító szerepe. Több mint 82 tudományos dolgozat szerzője.

## Családja
Szülei: Dózsa Farkas András (1902–1982) iparművész és Reichart Irén voltak. 1969-ben házasságot kötött Abaffy Lászlóval. Két lányuk született: Klára (1973) és Kinga (1982).

## Díjai
- Akadémiai Díj (1982)[4]
- Trefort Ágoston-emlékérem (1995)[4]
- Széchenyi professzor-ösztöndíj (1999–2002)
- Gelei József-emlékérem (2007)